# Lycosoides lehtineni
Lycosoides lehtineni är en spindelart som beskrevs av Yuri M. Marusik och Elchin F. Guseinov 2003. Lycosoides lehtineni ingår i släktet Lycosoides och familjen trattspindlar.
Artens utbredningsområde är Azerbajdzjan. Inga underarter finns listade i Catalogue of Life.